# San José (La Paz)
San José é um município de Honduras, localizado no departamento de La Paz.